# 30 Rock
30 Rock (Rockefeller Plaza en España) es una comedia de situación estadounidense creada por Tina Fey que se emitió en NBC desde el 11 de octubre de 2006 hasta el 31 de enero de 2013. La serie, basada en las experiencias de Fey como guionista principal de Saturday Night Live, tiene lugar detrás de las escenas de un sketch comedy ficticio en vivo transmitida por NBC. El nombre de la serie se refiere al 30 Rockefeller Plaza en la ciudad de Nueva York, donde se encuentra NBC Studios y donde se escribe, produce y se realiza Saturday Night Live. Esta serie está producida por Broadway Video y Little Stranger, Inc., en asociación con NBCUniversal.
Los episodios de 30 Rock se produjeron en una sola cámara (con la excepción de los dos episodios en vivo que se grabaron con múltiples cámaras), y se filmaron en Nueva York. El episodio piloto se estrenó el 11 de octubre de 2006, y siguieron siete temporadas. La serie está protagonizada por Fey con un elenco de apoyo que incluye a Alec Baldwin, Tracy Morgan, Jane Krakowski, Jack McBrayer, Scott Adsit, Judah Friedlander, Katrina Bowden, Keith Powell, Lonny Ross, John Lutz, Kevin Brown, Grizz Chapman, y Maulik Pancholy.
Tonalmente, 30 Rock utiliza el humor surrealista para parodiar la compleja estructura corporativa de NBC y su entonces compañía matriz, General Electric. El crítico de televisión Todd VanDerWerff de The A.V. Club comentó una vez que "generalmente adopta el ritmo maníaco de una caricatura de acción real". El show fue influyente en su uso extensivo de smash cuts: repentinos y cortos en escenas no relacionadas que muestran algo que los personajes están discutiendo brevemente. 30 Rock también se hizo conocido por su dedicación para hacer que estos sean extremadamente elaborados, una vez que muestra un set que tardó tres días en formarse por solo seis segundos de video.
30 Rock ganó varios premios importantes (incluidos um Primetime Emmy Awards por Mejor serie de comedia en 2007, 2008, y 2009 y nominaciones por cada año que transcurrió), y apareció en muchas de las listas de críticos de la lista "lo mejor" de 2006–13. El 14 de julio de 2009, la serie fue nominada para 22 Primetime Emmy Awards, la mayor cantidad en un solo año para una serie de comedia. En el transcurso de la serie, fue nominada para 103 Primetime Emmy Awards y ganó 16, además de numerosas otras nominaciones y triunfos de otras premiaciones. A pesar de los elogios, la serie luchó con su audiencia a lo largo de su carrera, algo de lo que Fey misma ha contado.
En 2009, Comedy Central y WGN America compraron los derechos de sindicación del programa, que comenzó a transmitirse en ambas redes el 19 de septiembre de 2011; la serie también ingresó a la sindicación de transmisión local el mismo día. Hasta hoy, 30 Rock es considerado como una serie histórica. El episodio final de la serie ha sido nombrado por varias publicaciones como uno de los más grandes en la historia de la televisión. En 2013, el Writers Guild of America West nombró a 30 Rock la 21.ª serie de televisión mejor escrita de todos los tiempos.

## Argumento

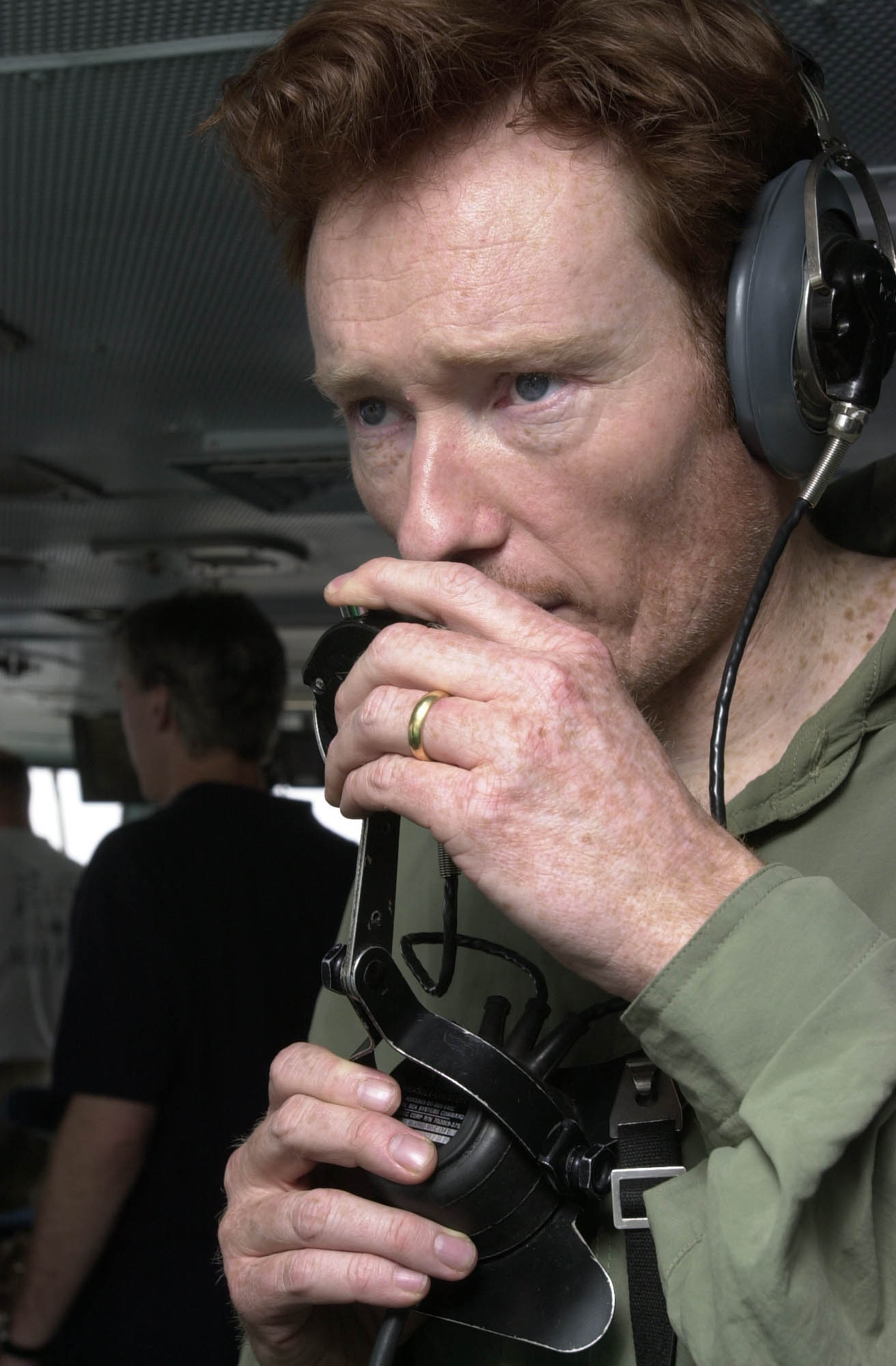
El actor y comediante Conan O'Brien habla con los marineros a través de un teléfono durante una visita al USS Nimitz (CVN 68). El Nimitz Carrier Strike Group y el Carrier Air Wing Eleven (CVW-11) están desplegados en apoyo de la Operación Libertad Iraquí.

Liz Lemon — Tina Fey — es la directora de guionistas de un programa de entretenimiento de la NBC, treintañera, soltera, amante de la Guerra de las Galaxias y la comida. La estrella de su programa, The Girlie Show, es su amiga desde joven Jenna Maroney — Jane Krakowski —, que con la llegada de un nuevo directivo a la cadena, Jack Donaghy — Alec Baldwin —, se verá relegada a un segundo plano por el fichaje de una estrella cinematográfica, Tracy Jordan — Tracy Morgan —, auspiciado por Jack. Las disputas entre las dos estrellas por el protagonismo del programa y los celos de Jenna, la pereza del resto de guionistas del programa, los amoríos de Jack y la falta de ellos de Liz, son algunos de los motivos principales de la serie. Cada episodio es un día dentro de los entresijos de la cadena y de la vida de sus personajes, incluidos muchos cameos y apariciones episódicas de estrellas y celebridades americanas de todo tipo, como Jerry Seinfeld, Al Gore, Conan O'Brien, David Schwimmer, Jennifer Aniston, Salma Hayek, Gladys Knight, Sheryl Crow, Elvis Costello, Larry King, Steve Martin, Michael McDonald y Matt Damon, así como parte del reparto de la mítica serie de los años 80 Juzgado de guardia, entre otros.

## Producción

### Concepción
En 2002, Fey era la jefa de guionistas y una actriz de Saturday Night Live — SNL. Presentó la serie que se convertiría en 30 Rock a la NBC originalmente como una serie de situación sobre las noticias de la televisión por cable. El presidente de NBC Entertainement Kevin Reilly dijo que «Fey debería hablar de su experiencia en SNL, algo que le toca más de cerca.» La serie fue reescrita posteriormente para que se apegara más al estilo de SNL. En mayo de 2003, Fey firmó un contrato con la NBC para que se quedara como guionista en SNL al menos la temporada 2004-2005 y para desarrollar un proyecto que fuera producido por Broadway Video y NBC Universal.
Durante la temporada piloto 2004-2005, se anunció un piloto llamado Untitled Tina Fey Project — «Proyecto de Tina Fey no titulado». El episodio piloto de 30 Rock se centró en la jefa de una serie de televisión de variedades que tenía que manejar sus relaciones con la estrella del programa y su carismático productor ejecutivo. El guion trató de uno que negoció con el jefe de guionistas de un programa de variedades que negoció con ambas estrellas así como con el nuevo ejecutivo del programa. 30 Rock fue oficialmente aprobada para emitirse el 15 de mayo de 2006, junto a 13 episodios ordenados.
La serie tuvo varios cambios que se llevaron a cabo más adelante durante los meses anteriores y posteriores a su estreno. En mayo de 2006 la prensa anunció que sketchs de The Girlie Show serían accesibles al completo en el sitio web de la NBC, DotComedy.com. La idea era emitir el ficticio TGS with Tracy Jordan online. Sin embargo, este aspecto de la serie fue abandonado antes de su estreno.

### Grabación

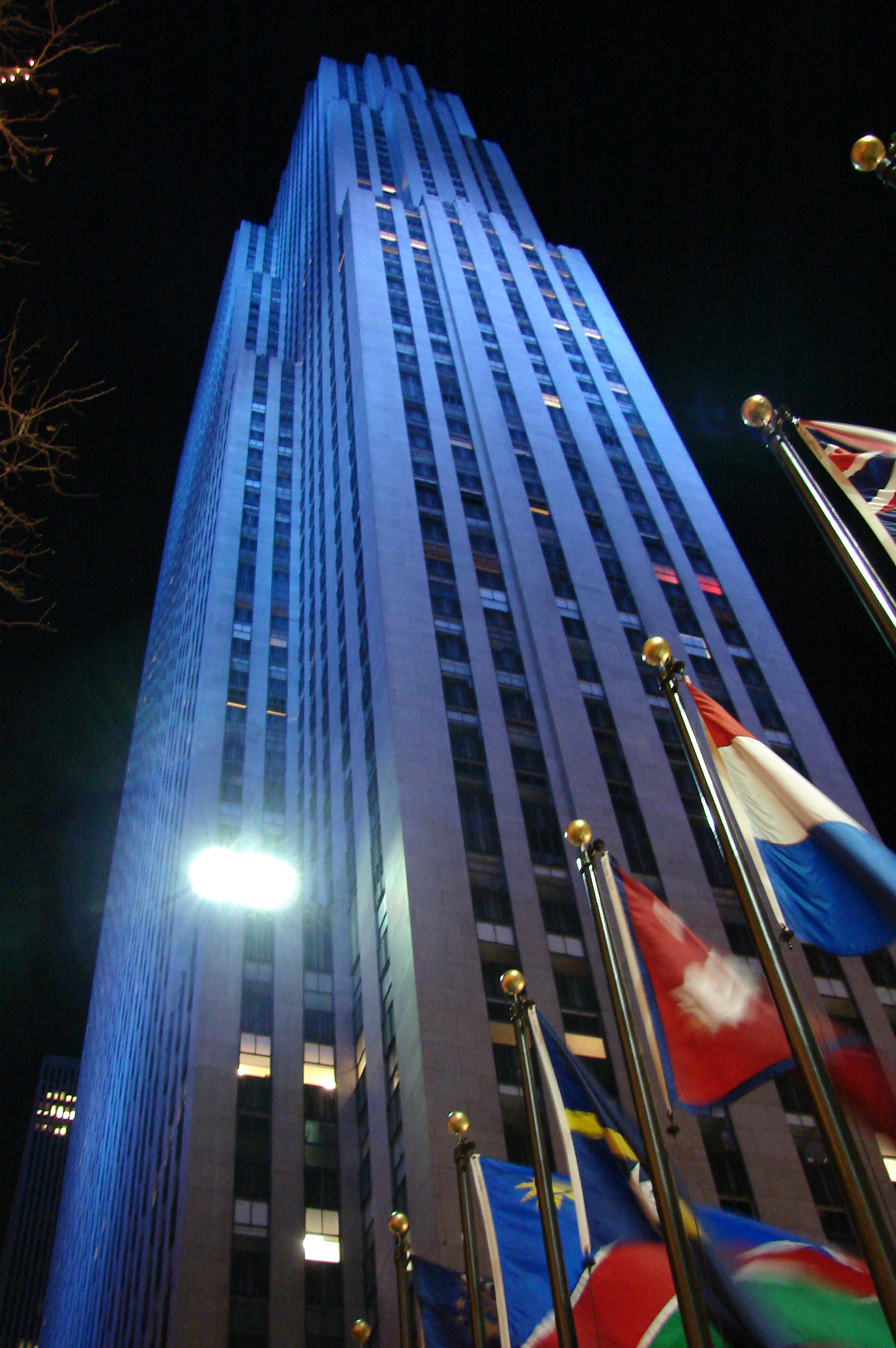
Edificio 30 Rockefeller Plaza donde se desarrolla la ficticia serie de televisión TGS with Tracy Jordan.

30 Rock está filmado en Nueva York. Aunque las imágenes fijas que salen en todos los episodios de 30 Rock son usualmente repetidas, las escenas que se ruedan fuera son grabadas en Rockefeller Center o en otros lugares de la ciudad de Nueva York. Muchas de las escenas que ocurren en interiores son grabadas en Silvercup Studios en Queens. En el episodio Cleveland e Hiatus, Battery Park City, Manhattan y Douglaston, en Queens, doblaron para Cleveland, Ohio y Needmore, Pensilvania, respectivamente. En el episodio Gavin Volure, las escenas en el almacén de la Mansión del Gobernador de Arkansas fue utilizada para grabaciones de exteriores de la casa del personaje de Steve Martin.
La secuencia de los créditos iniciales está hecha con fotos y vídeos del 30 Rockefeller Plaza y muestra a los personajes regulares de la serie. La secuencia termina con un lapso de tiempo en el que se ve el edificio y luego un cartel en el que se lee 30 Rock. La secuencia es la misma para la mayor parte de las temporadas, aunque ha habido cambios en los vídeos, por ejemplo, los actores haciendo diferentes gestos.

### Música
La serie tiene una banda sonora con toques jazz. La mayoría de la música de acompañamiento en la serie está tocada por clarinete, clarinete bajo, saxofón, o cuerda. La música está compuesta por el marido de Fey, Jeff Richmond, quien también produce 30 Rock. Richmond escribió el tema musical que fue nominado para un Primetime Emmy Outstanding Main Title Theme Music. Siete canciones cortas originales han sido oídas en episodios, cinco de los cuales fueron cantadas por Jane Krakowski, otra fue cantada por Tina Fey y Jason Sudeikis, y otra por Tracy Morgan. En la serie también se hacen versiones de canciones ya existentes, incluyendo la canción Midnight Train to Georgia de Gladys Knight and the Pips. La canción, en la serie, tiene su letra alterada para adaptarla al personaje de Kenneth siendo «desinformado acerca de la hora [del tren de las 11:45].» La canción «Oh My» cantada por The Gray Kid es oída en todo el episodio de The Source Awards, la cual fue mezclado con arreglos de piano compuestos por Richmond. «Kidney Now!», una «reedición» de la popular canción, «We Are the World», es cantanda por varios artistas en el último episodio de la tercera temporada. Otras canciones populares han sido tocadas en los episodios — con la bendición de los cantantes —, como «I Will Remember You» o «Bitch».
La Banda sonora original de 30 Rock fue publicada por el Relativity Music Group el 16 de noviembre de 2010.

### Contenido en Internet

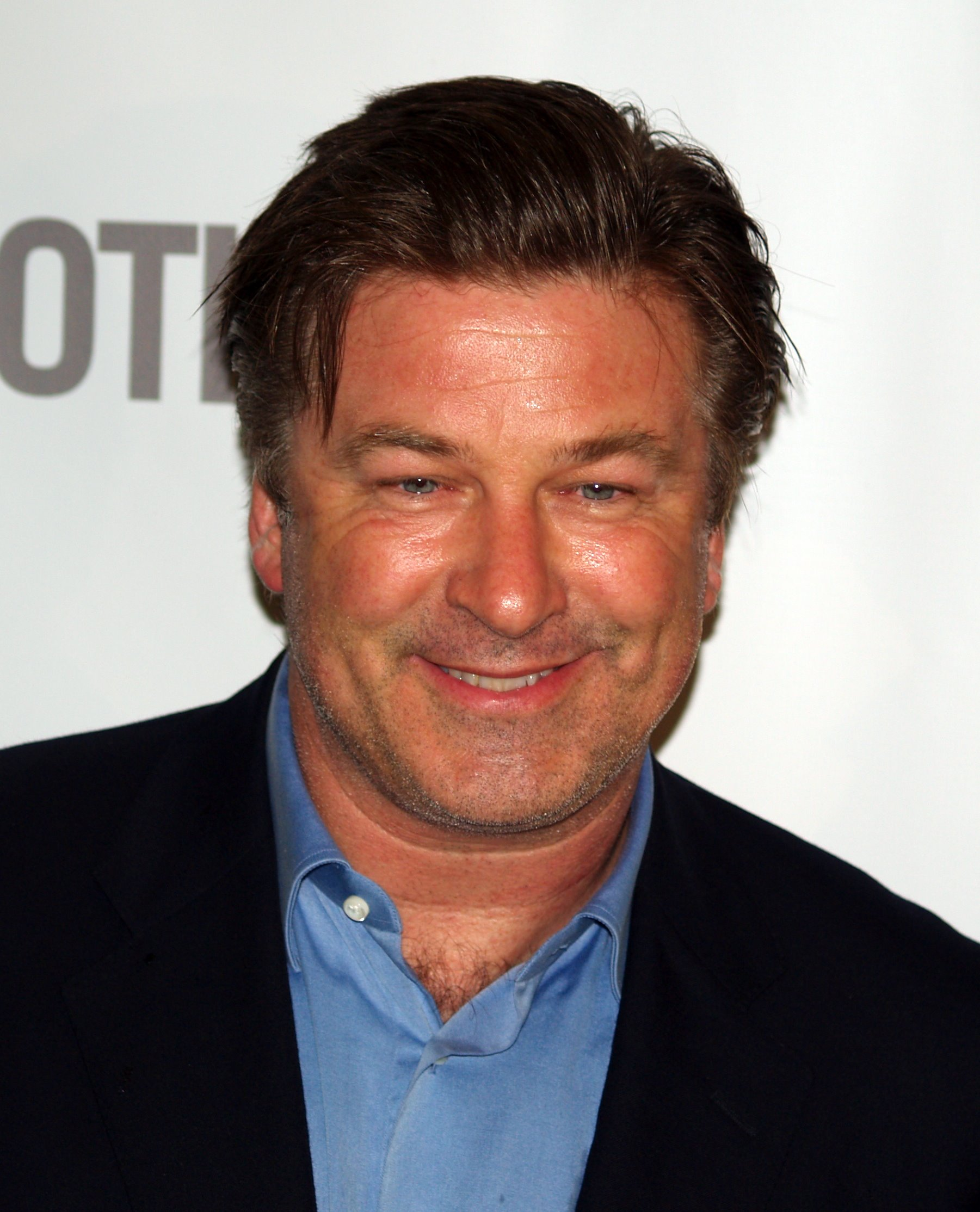
Alec Baldwin interpreta a Jack Donaghy el autoritario productor ejecutivo de TGS with Tracy Jordan.

El 2 de abril de 2008 la NBC anunció el 30 Rock 360, una extensión en línea de la serie 30 Rock. Esta «extensión» publicaría vídeos de Jack Donaghy Online Business Courses — o Jack U. Los usuarios también podrían leer los blogs de Jack o subir sus propios vídeos de consejos sobre negocios, así como enviar sus sketchs satíricos para el TGS with Tracy Jordan y realizar sketchs de TGS. También se reabrirá Ask Tine, una sección de preguntas y respuestas en la que los usuarios podrán preguntar a Tina Fey. Fey contestará a las preguntas en vídeo. Ask Tina estuvo en la página de NBC.com durante la primera temporada.

## Reparto

### Reparto y personajes

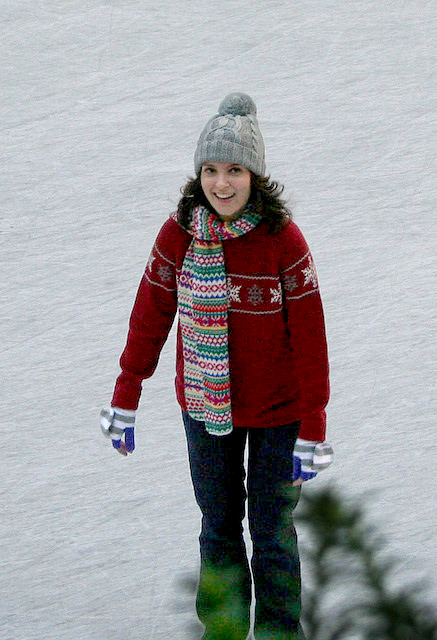
Tina Fey interpretando a Liz Lemon en la grabación del episodio 209 de 30 Rock.

El argumento de 30 Rock se desarrolla alrededor del reparto y el equipo ficticio de la serie TGS with Tracy Jordan, una serie de televisión cómica de sketchs, originalmente llamada The Girlie Show, que está filmado en el «Estudio 6H» del edificio 30 Rockefeller Center. La serie está compuesta, de forma coral, por siete personajes que reciben la atención de estrellas en los créditos iniciales:
- Tina Fey como Liz Lemon, la protagonista de la serie y jefa de los guionistas de TGS with Tracy Jordan.
- Jane Krakowski como Jenna Maroney, estrella original de The Girlie Show, coestrella de TGS y la mejor amiga rubia natural de Liz.
- Tracy Morgan como Tracy Jordan, de bajo caché, loco, estrella impredecible de TGS.
- Jack McBrayer como Kenneth Parcell, un querido, obediente sureño paje de la NBC, que «vive para la televisión.»
- Scott Adsit como Pete Hornberger, el «sano» productor de TGS, que es para Liz el mejor amigo en el que puede confiar.
- Judah Friedlander como Frank Rossitano, un escritor que en cada episodio lleva una gorra diferente, con diferentes frases, infantil, sarcástico y le gusta mucho el porno.
- Alec Baldwin como Jack Donaghy, el decisivo, controlador, y ocasionalmente sin sentido común. Es el productor ejecutivo de la cadena que interfiere constantemente en el programa TGS.
- Alex Sánchez como Carl Donaghy, hijo de Jack Donaghy (Alec Baldwin).

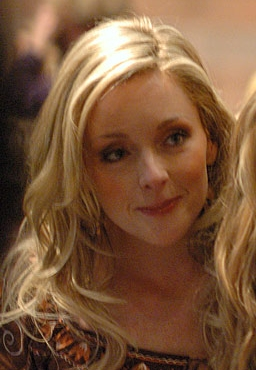
Jane Krakowski interpreta a Jenna Maroney

Comenzando con la temporada dos, tres personajes, que estaban acreditados como estrellas invitadas durante la primera temporada, comenzaron a recibir crédito tras los créditos iniciales de los personajes principales:

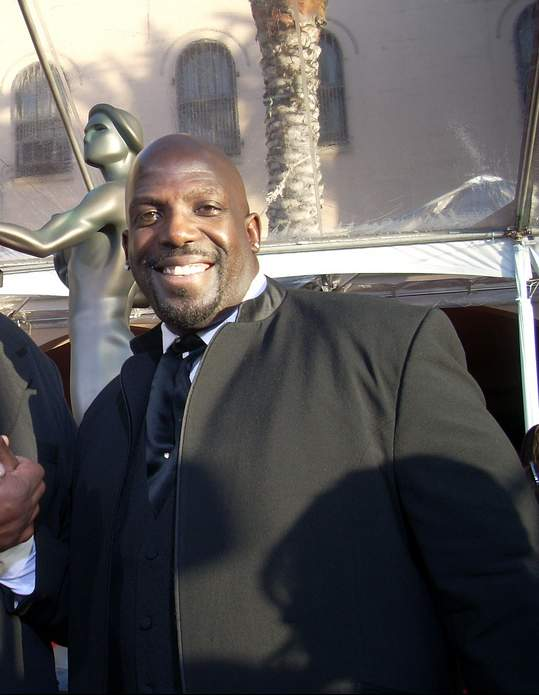
Kevin Brown, interpreta a Dot Com, guardaespaldas de Tracy

- Katrina Bowden como Cerie Xerox, la atractiva asistente de Liz que normalmente se viste de manera que deja mucho de su cuerpo a la vista, para el placer de los guionistas.
- Keith Powell como James «Toofer» Spurlock, el guionista alumno de Harvard orgulloso de ser negro, se le ve mucho con Tracy y Frank.
- Lonny Ross es Josh Girard, un joven e inmaduro guionista y estrella secundaria de TGS, conocido por sus opiniones. Ross fue eliminado en la cuarta temporada.

Comenzando con la tercera temporada, tres personajes que fueron acreditados como estrellas invitadas en las dos primeras temporadas comenzaron a ser presentados después de los créditos iniciales en adición a Bowden, Powell, Ross, y el reparto principal. Solo son acreditados en los episodios cuando aparecen:

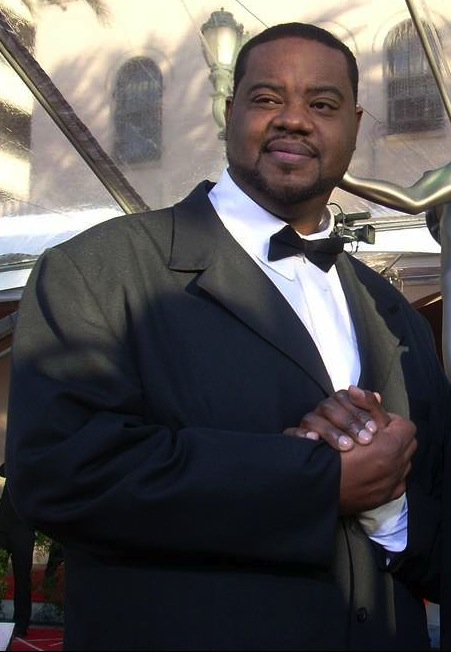
Grizz Chapman, interpreta a Griz, guardaespaldas de Tracy

- Kevin Brown como Dot Com, un miembro erudito del entorno de Tracy que también está entrenado en la Universidad Wesleyan. El nombre real del personaje es Walter Slattery.
- Griz Chapman como Griz, un miembro del entorno de Tracy.

- Maulik Pancholy como Jonathan, es el leal y sobreprotector asistente personal de Jack, a veces parece insinuarse que está enamorado de Jack.

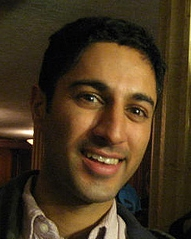
Maulik Pancholy interpreta a Jonathan en 30 Rock, el asistente personal de Jack Donaghy.

Empezando en la cuarta temporada, en el episodio número siete, uno de los personajes que fue acreditado como estrella invitada en las tres primeras temporadas fue acreditado después de los créditos iniciales en adición a Nowden, Powell, Brown, Chapman y Pancholy.
- John Lutz como J. D. Lutz, un loco y guionista con sobrepeso que es muchas veces insultado o burlado por el resto del equipo. A veces parece ser homosexual.

### Audiciones

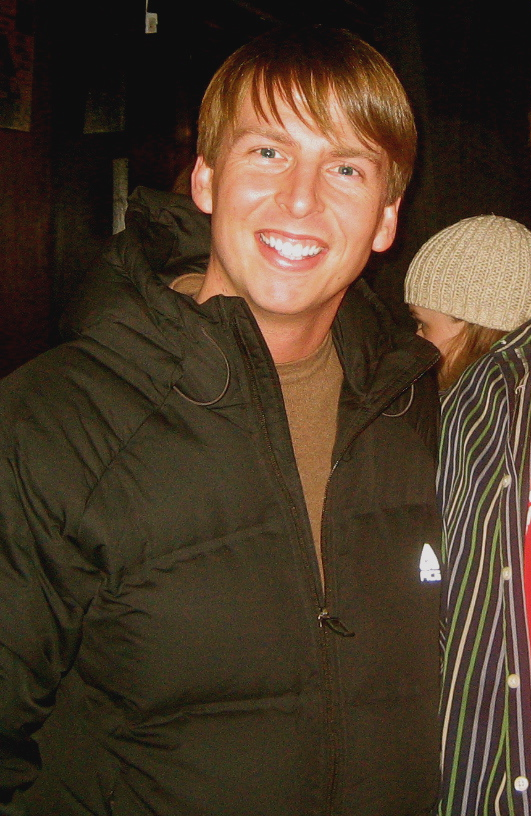
Jack McBrayer interpreta a Kenneth Parcell, el paje de la NBC en la serie.

Tina Fey trabajó junto a Jen McNamara y Adam Bernstein para el casting de la serie. El primer paso de Fey como directora de casting fue el de proponerse a ella misma como personaje principal, Liz Lemon, que parece ser como la misma Fey cuando se convirtió en jefa de los guionistas de SNL. El siguiente actor en ser contratado como actor fue Tracy Morgan como Tracy Jordan, quien era en ese entonces un antiguo miembro y compañero de SNL. Fey le preguntó a Morgan que tomara el papel, y él creyó que «estaba hecho para él». Fey dijo que el personaje principal de Kenneth Parcell fue escrito para Jack McBrayer. McBrayer es un viejo amigo de Fey — trabajaron juntos en Second City en Chicago —, y ella «le quería para ese papel y fue feliz al saber que nadie protestaría».

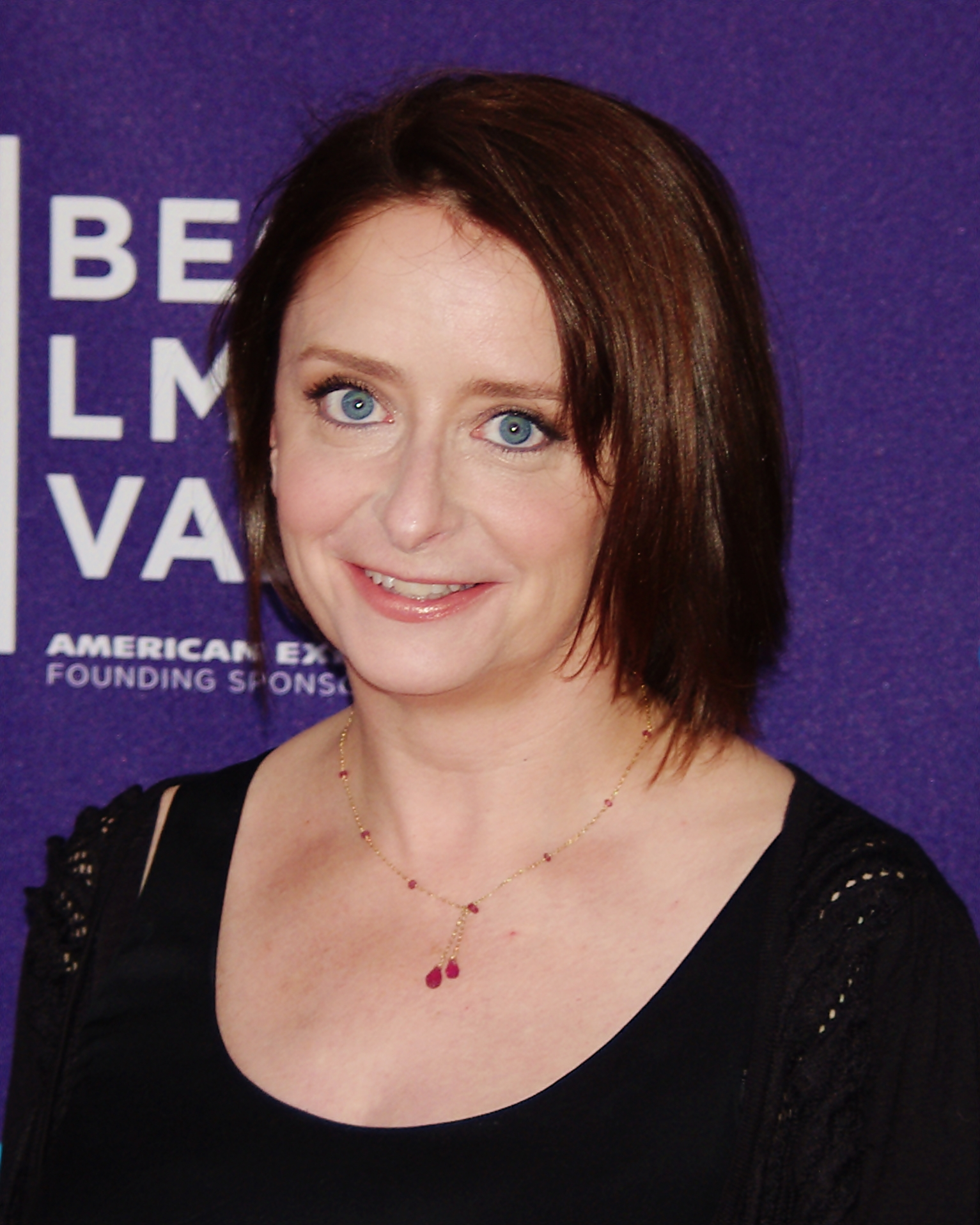
Rachel Dratch interpreta a varios personajes pero en el episodio piloto interpretó a Jenna Maroney

Rachel Dratch, la compañera de Fey durante largo tiempo de SNL, fue originalmente llamada para hacer de Jenna. Dratch hizo el papel en el piloto original, pero en agosto de 2006, Jane Krakowski fue anunciada como el reemplazo de Dratch, con esta en la serie haciendo varios papeles diferentes. Fey explicó el cambio diciendo que era mejor «para interpretar varios papeles secundarios algo excéntricos»,

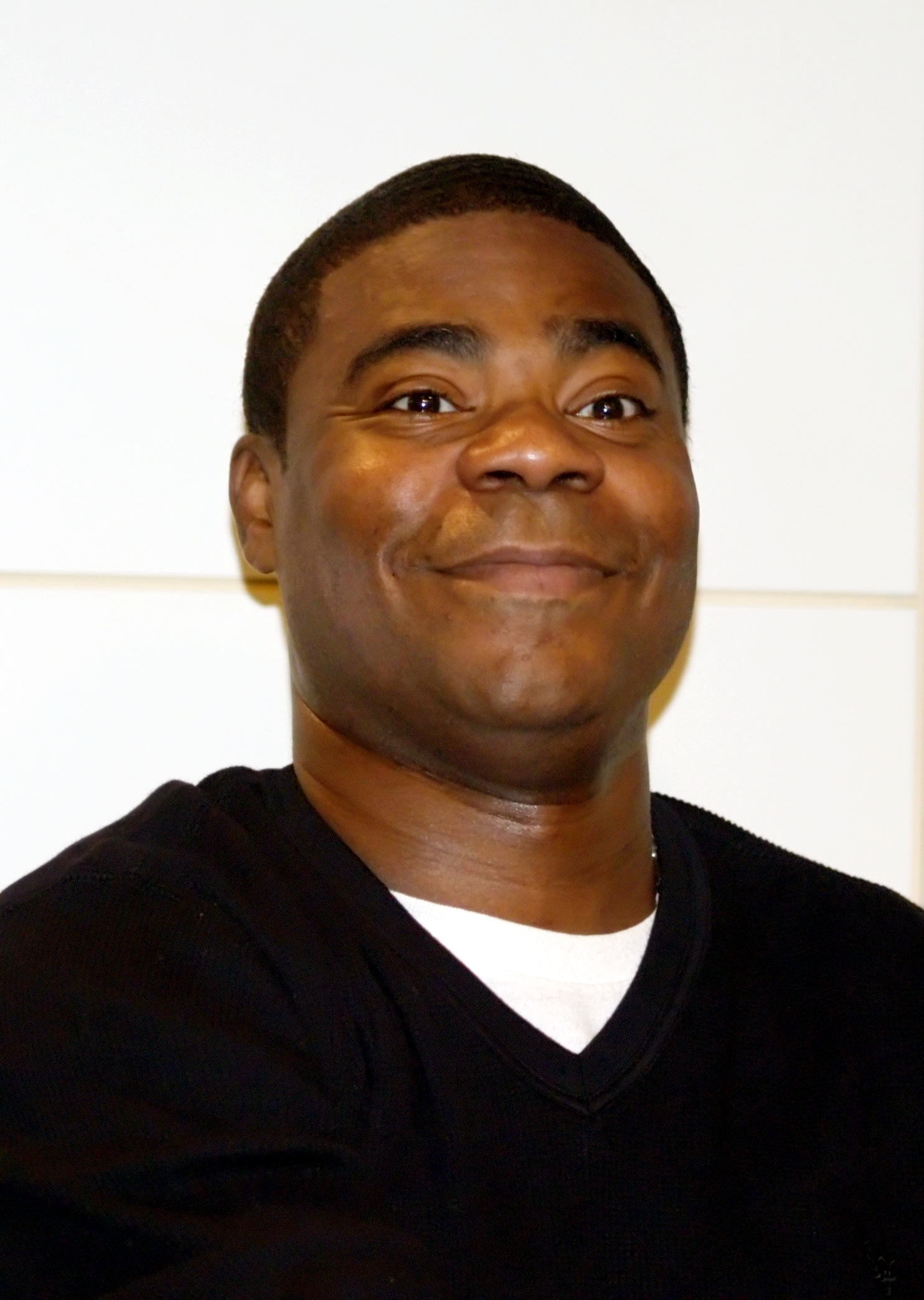
Tracy Morgan interpreta al excéntrico actor Tracy Jordan.

 y este papel de Jenna era un papel más principal. Aunque Fey dijera que «Rachel y yo estábamos muy excitadas acerca de la nueva dirección», Dratch dijo que no estaba muy feliz con el cambio de personaje. Dratch se mostró algo escéptica acerca de las razones que le dieron para el cambio, y con la reducción de número de episodios en los que aparecería.
Poco después del casting de McBrayer y Dratch, Alec Baldwin fue llamado para hacer Jack Donaghy, el «totalmente no censurado» Vicepresidente de la Costa este de televisión y programa de microondas. Fey dijo que el personaje de Jack Donaghy fue escrito para Baldwin, y que se mostró feliz cuando «aceptó hacerlo». Judah Friedlander fue llamado para hacer de Frank Rossitano, un miembro del equipo de guionistas de The Girlie Show. Friedlander nunca conoció a Fey antes de ir a la audición de 30 Rock. Su personaje se basó en al menos dos escritores con los que trabajaba Fey en SNL, pero él dijo que «le puso algo de él al papel también». Finalmente, Scott Adsit audicionó para Pete Hornberger, un amigo desde hace tiempo de Fey y productor de The Girlie Show. Adsit, un antiguo amigo de Fey, también tuvo su papel basado en él.

### Cronología de personajes
|  | Reparto |

|  | Recurrentes/Aparriciones |

|  | No aparecen |

| Character                                | Season                         | Season                        | Season                        | Season                         | Season                       |
| Character                                | Primera temporada (2006–2007)  | Segunda temporada (2007–2008) | Tercera temporada (2008–2009) | Cuarta temporada (2009–2010)   | Quinta temporada (2010–2011) |
| Personajes principales                   | Personajes principales         | Personajes principales        | Personajes principales        | Personajes principales         | Personajes principales       |
| ---------------------------------------- | ------------------------------ | ----------------------------- | ----------------------------- | ------------------------------ | ---------------------------- |
| Elizabeth "Liz" Lemon                    | Tina Fey                       | Tina Fey                      | Tina Fey                      | Tina Fey                       | Tina Fey                     |
| Jenna Maroney                            | Jane Krakowski                 | Jane Krakowski                | Jane Krakowski                | Jane Krakowski                 | Jane Krakowski               |
| Tracy Jordan                             | Tracy Morgan                   | Tracy Morgan                  | Tracy Morgan                  | Tracy Morgan                   | Tracy Morgan                 |
| Kenneth Parcell                          | Jack McBrayer                  | Jack McBrayer                 | Jack McBrayer                 | Jack McBrayer                  | Jack McBrayer                |
| Peter "Pete" Hornberger                  | Scott Adsit                    | Scott Adsit                   | Scott Adsit                   | Scott Adsit                    | Scott Adsit                  |
| Frank Rossitano                          | Judah Friedlander              | Judah Friedlander             | Judah Friedlander             | Judah Friedlander              | Judah Friedlander            |
| Jack Donaghy                             | Alec Baldwin                   | Alec Baldwin                  | Alec Baldwin                  | Alec Baldwin                   | Alec Baldwin                 |
| Cerie Xerox                              | Katrina Bowden                 | Katrina Bowden                | Katrina Bowden                | Katrina Bowden                 | Katrina Bowden               |
| James "Toofer" Spurlock                  | Keith Powell                   | Keith Powell                  | Keith Powell                  | Keith Powell                   | Keith Powell                 |
| Josh Girard                              | Lonny Ross                     | Lonny Ross                    | Lonny Ross                    | Lonny Ross                     |                              |
| Grizz Griswold                           | Grizz Chapman                  | Grizz Chapman                 | Grizz Chapman                 | Grizz Chapman                  | Grizz Chapman                |
| Walter "Dot Com" Slattery                | Kevin Brown                    | Kevin Brown                   | Kevin Brown                   | Kevin Brown                    | Kevin Brown                  |
| Jonathan                                 | Maulik Pancholy                | Maulik Pancholy               | Maulik Pancholy               | Maulik Pancholy                | Maulik Pancholy              |
| J. D. Lutz                               | John Lutz                      | John Lutz                     | John Lutz                     | John Lutz                      | John Lutz                    |
| Danny Baker                              | Cheyenne Jackson               | Cheyenne Jackson              | Cheyenne Jackson              | Cheyenne Jackson               | Cheyenne Jackson             |
| Otros empleados de GE/NBC                |                                |                               |                               |                                |                              |
| Greta Johansen y otros personajes        | Rachel Dratch                  |                               |                               |                                | Rachel Dratch                |
| Alfonso                                  | Jeff Richmond                  |                               | Jeff Richmond                 |                                |                              |
| Don Geiss                                | Rip Torn                       | Rip Torn                      | Rip Torn                      |                                |                              |
| Devon Banks                              | Will Arnett                    | Will Arnett                   | Will Arnett                   | Will Arnett                    |                              |
| Sue LaRoche-Van der Hout                 | Sue Galloway                   |                               | Sue Galloway                  | Sue Galloway                   | Sue Galloway                 |
| Howard Jorgensen                         | Brian Stack                    | Brian Stack                   | Brian Stack                   |                                |                              |
| Kathy Geiss                              |                                | Marceline Hugot               | Marceline Hugot               | Marceline Hugot                |                              |
| Donny Lawson                             |                                | Paul Scheer                   |                               |                                |                              |
| Jeffrey Weinerslav                       |                                |                               | Todd Buonopane                |                                | Todd Buonopane               |
| Jack "Danny" Baker                       |                                |                               |                               | Daniel Genalo Cheyenne Jackson | Cheyenne Jackson             |
| Familia y amigos                         |                                |                               |                               |                                |                              |
| Colleen Donaghy                          | Elaine Stritch                 | Elaine Stritch                | Elaine Stritch                | Elaine Stritch                 | Elaine Stritch               |
| Dennis Duffy                             | Dean Winters                   | Dean Winters                  | Dean Winters                  | Dean Winters                   | Dean Winters                 |
| Floyd DeBarber                           | Jason Sudeikis                 | Jason Sudeikis                |                               | Jason Sudeikis                 |                              |
| Angie Jordan                             | Sharon Wilkins Sherri Shepherd | Sherri Shepherd               | Sherri Shepherd               | Sherri Shepherd                | Sherri Shepherd              |
| Bianca Donaghy                           | Isabella Rossellini            |                               |                               |                                |                              |
| Phoebe                                   | Emily Mortimer                 |                               |                               |                                |                              |
| Congresswoman Celeste "C. C." Cunningham |                                | Edie Falco                    |                               |                                |                              |
| Paula Horberger                          |                                | Paula Pell                    | Paula Pell                    | Paula Pell                     |                              |
| Margaret Lemon                           |                                | Anita Gillette                |                               | Anita Gillette                 |                              |
| Dick Lemon                               |                                | Buck Henry                    |                               |                                | Buck Henry                   |
| Dr. Drew Baird                           |                                |                               | Jon Hamm                      | Jon Hamm                       | Jon Hamm                     |
| Elisa Pedrera                            |                                |                               | Salma Hayek                   |                                |                              |
| Tracy Jr.                                |                                |                               | Bobb'e J. Thompson            | Bobb'e J. Thompson             |                              |
| Sylvia Rossitano                         |                                |                               | Patti LuPone                  | Patti LuPone                   |                              |
| Milton Greene                            |                                |                               | Alan Alda                     |                                | Alan Alda                    |
| Verna Maroney                            |                                |                               |                               | Jan Hooks                      |                              |
| Nancy Donovan                            |                                |                               |                               | Julianne Moore                 |                              |
| Avery Jessup-Donaghy                     |                                |                               |                               | Elizabeth Banks                | Elizabeth Banks              |
| Wesley Snipes                            |                                |                               |                               | Michael Sheen                  |                              |
| Paul                                     |                                |                               |                               | Will Forte                     | Will Forte                   |
| Astronaut Mike Dexter                    |                                |                               |                               | John Anderson                  |                              |
| Carol Burnett                            |                                |                               |                               | Matt Damon                     | Matt Damon                   |
| Otros personajes                         |                                |                               |                               |                                |                              |
| Dr. Leo Spaceman                         | Chris Parnell                  | Chris Parnell                 | Chris Parnell                 | Chris Parnell                  | Chris Parnell                |
| Lenny Wosniak                            |                                | Steve Buscemi                 | Steve Buscemi                 | Steve Buscemi                  |                              |
| Donald                                   |                                |                               | Matthew Benjamin Washington   |                                | Matthew Benjamin Washington  |
| Shane Hunter                             |                                |                               |                               | Will Ferrell                   |                              |
| Dr. Kaplan                               |                                |                               |                               | James Rebhorn                  |                              |

### Personajes secundarios
La lista que sigue es una lista suplementaria de personajes recurrentes, que incluyen personajes que aparecen brevemente en múltiples episodios, como escritores, pero que no tienen guion que justifique la inclusión en una sección.
| - Lee (Tom Broecker) - el que viste a los actores; aparece en once episodios. También trabaja en 30 Rock como el actual modisto. - Stage manager (Teddy Coluca) - aparece en seis episodios. - Rachel Baze (Rachel Hamilton) - uno de los escritores de la serie; en The Aftermath, Jack menciona su apellido y que se comprometió; habla en dos episodios. - Anthony (Anthony Atamanuik) - uno de los guionistas de la serie. - Donald (Donald Glover) - Ayudante de la serie; tiene una parte en la que hala en un episodio. - Matt (Matt Dickinson) - el asistente de Jack en dos episodios de la temporada uno en lugar de Jonathan. - Stage manager (Brendan Walsh) - grita «¡que se callen!»al final de los dos episodios en los que aparece (en los créditos aparece como Shut It Down!). | - Alfonso/TGS pianista (Jeff Richmond) - es el pianista de Jenna. Aparece en Ludachristmas y en Christmas Special. Richmond también aparece en The Aftermath y en St. Valentine's Day. Aparece igualmente en el episodio de la primera temporada Baby Show como pianista de TGS. Jeff es el compositor principal de 30 Rock y es el marido de Tina Fey en la vida real. - Tim Grandy (actor desconocido) - uno de los escritores de la serie; en The Aftermath, Jack menciona que es de Bowie, Maryland; tiene un pequeño diálogo en The C Word. - Grace Park (Charlene Yi) - otro paje de la NBC que tiene un pequeño romance con Kenneth. Aparece en The C Word. - Moonvest (Craig Castaldo) - interpreta a un mendigo. Aparece en I Do Do y The Head and the Hair. |

## Episodios
| Temporada | Temporada | Episodios | Episodios | Emisión original         | Emisión original    |
| Temporada | Temporada | Episodios | Episodios | Primera emisión          | Última emisión      |
| --------- | --------- | --------- | --------- | ------------------------ | ------------------- |
|           | 1         | 21        | 21        | 11 de octubre de 2006    | 26 de abril de 2007 |
|           | 2         | 15        | 15        | 4 de octubre de 2007     | 8 de mayo de 2008   |
|           | 3         | 22        | 22        | 30 de octubre de 2008    | 14 de mayo de 2009  |
|           | 4         | 22        | 22        | 15 de octubre de 2009    | 20 de mayo de 2010  |
|           | 5         | 23        | 23        | 23 de septiembre de 2010 | 5 de mayo de 2011   |
|           | 6         | 22        | 22        | 12 de enero de 2012      | 17 de mayo de 2012  |
|           | 7         | 13        | 13        | 4 de octubre de 2012     | 31 de enero de 2013 |
|           | Especial  | Especial  | Especial  | 16 de julio de 2020      | 16 de julio de 2020 |

### Primera temporada
La primera temporada empezó emitirse en EE. UU. el 11 de octubre de 2006, y se compone de 21 episodios. El final de la temporada se emitió 26 de abril de 2007. Jack Donaghy, el jefe de la Televisión de la Costa Este y programa de microondas en General Electrics (GE), es transferido a trabajar desde al edificio principal de la NBC, 30 Rockefeller Plaza, y retoca el programa de televisión de sketchs cómico The Girlie Show. Tanto el equipo como el reparto del programa está molesto por esto; especialmente la jefa de guionistas Liz Lemon y su actriz principal Jenna Maroney. Jack Donnaghy procede a irrumpir en The Girlie Show, forzando a Liz a contratar a una estrella de bajo presupuesto Tracy Jordan. Este, de nuevo, se gana la desconfianza del equipo y reparto de The Girlie Show cuando cambia el nombre a TGS with Tracy Jordan — o simplemente TGS.
Mientras la temporada va progresando, los episodios hablan menos de TGS y más acerca de cómo los personajes viven su vida y sus trabajos — específicamente la protagonista, Liz Lemon, pero otros personajes también son explorados. Los episodios también se vuelven menos autorreferentes y varias historias más amplias se desarrollan en la mitad de la segunda temporada. Por ejemplo, la primera historia importante se desarrolla a través de la relación de Liz con Dean Winters, el «Rey de los buscas». Otra historia incluye: a Jenna promocionando su película The Rural Juror; a Tracy huyendo de los Black Crusaders, historia que quedó «abierta», hasta la subastadora de Christie's llamada Pheobe — Emily Mortimer; y otra relación de Liz con Floyd — Jason Sudeikis.
Estrellas invitadas esporádicas son: Nathan Lane, Isabella Rossellini, Will Arnett, Elaine Stritch, Whoopi Goldberg, y Conan O'Brien.

### Segunda temporada
La segunda temporada empezó a emitirse en los Estados Unidos el 4 de octubre de 2007, y se compone de 15 episodios. La segunda temporada fue en principio preconcebida con 22 episodios pero fue finalmente de 15 debido a la huelga de guionistas del 2007-2008. El episodio final se emitió el 8 de mayo de 2008. Después de que Liz rompiera con Floyd en el verano, empezó a buscar formas de superarlo. Cuando Jerry Seinfeld se enfrenta a Jack por una nueva campaña de marketing que incluye imágenes de la serie de televisión Seinfeld, en todos los programas de la NBC, tiene un encuentro fortuito con Liz y le da unos consejos muy valiosos. Durante la pausa de verano de TGS, Jenna consigue algo de sobrepeso debido a que actúa en una obra de Broadway Mystyc Pizza: The Musical — basado en la película real Mystic Pizza. Tracy tiene algunos problemas maritales con su esposa Angie Jordan — Sherri Shepherd — y se separan, para luego volverse a emparejar.
Durante la temporada, Jack desarrolla una relación con una congresista del Partido Demócrata de los Estados Unidos de los EE. UU., C.C. Cunnigham — interpretada por Edie Falco. Más tarde rompen. Una de las tramas que fue establecida en la primera temporada pero que se vuelve más visible en la segunda es la que ve a Jack postulando por el gobierno de GE contra su archinémesis Devon Banks — Will Arnett. La temporada termina con Liz planeando adoptar un hijo después de creer que estaba embarazada de Dennis. Kenneth viaja a Pekín para ser paje en los Juegos Olímpicos de Pekín 2008 y Tracy crea un videojuego pornográfico. Jack termina la temporada trabajando para el gobierno en Washington D. C., pero planea ser despedido proponiendo una «bomba gay».

### Tercera temporada

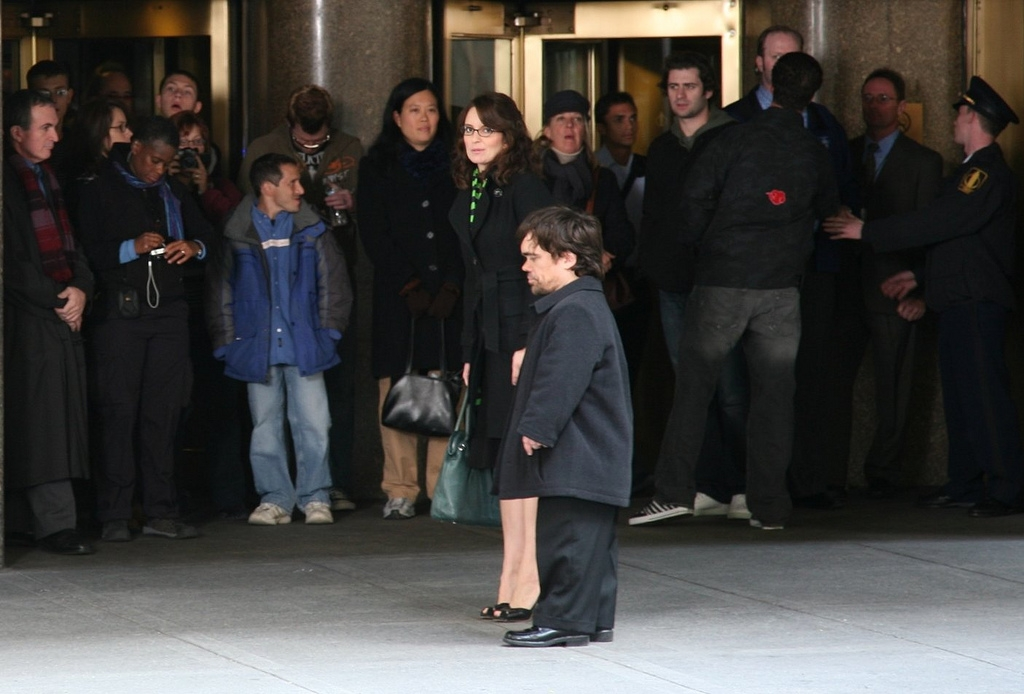
Tina Fey y Peter Dinklage filman escenas del episodio "Señor Macho Solo" afuera del Rockefeller Center

30 Rock volvió para una tercera temporada como parte de la programación de otoño, emitiéndose justo después de The Office. La serie comenzó a sufrir una subida de audiencia después de que Tina Fey interpretara a Sarah Pallin en SNL, actuación muy aclamada. También es la temporada en la que hizo historia en los Emmy, siendo nominada para 22 premios Emmy. La temporada estuvo compuesta de 22 episodios. Oprah Winfrey apareció como invitada especial en el segundo episodio, interpretándose a ella misma, así como Jennifer Aniston interpretando a una excompañera de habitación de Liz. Salma Hayek también aparece en múltiples episodios como la nueva novia de Jack Donaghy, Elisa. Otros invitados especiales esta temporada son John Lightow, Megan Mullally y Steve Martin. Jon Hamm interpreta al vecino de Liz en el cual tiene puesto un interés romántico en varios episodio. Alan Alda apareció en el doble episodio final de la temporada como Milton Greene, el padre biológico de Jack. El final de temporada muestra a muchos invitados del mundo de la música, incluyendo a Talib Kweli, Michael McDonald, Norah Jones, Steve Earle, Clay Aiken, the Beastie Boys, Mary J. Blige, Elvis Costello, Sheryl Crow, Rhett Miller, Cyndi Lauper, Adam Levine, Sara Bareilles, Wyclef Jean, y Rachael Yamagata, interpretando «Kidney now!», en una campaña de donación de órganos como una parodia de «We Are the World» y «Just Stand Up!»

### Cuarta temporada
La cuarta temporada de 30 Rock se estrenó el 15 de octubre de 2009. Como las temporadas anteriores se compuso de 22 episodios. Una historia recurrente en la temporada es la que trata el tema de la búsqueda de Jack y Liz de un nuevo actor para el reparto de TGS, y después de esto la búsqueda del perfecto comediante para el descontento de Jenna y Tracy, que temen perder su estatus. La segunda mitad de la temporada se centra en dos historias complementarias: la imposibilidad de Jack de elegir entre dos mujeres, y la imposibilidad de Liz de encontrar un novio que cumpla sus expectativas. La temporada tiene también invitados especiales como Julianne Moore, Jon Bon Jovi, Elizabeth Banks, Michael Sheen, Matt Damon, Will Ferrell, y James Franco.

### Quinta temporada
El 5 de marzo de 2010, NBC anunció que 30 Rock había renovado para una quinta temporada, que esperaban emitir entre el 2010-2011. La temporada se estrenó el jueves 23 de septiembre a las 20:30.
El 31 de julio de 2010 la NBC anuncio un episodio en directo, que sería grabado y emitido en directo, dos veces, en la noche del 14 de octubre de 2010. Las dos grabaciones se emitieron tanto en la costa este y oeste, para asegurar que las dos parts de EE. UU. contemplaran el episodio en directo. Grabado frente a una audiencia en directo, el episodio se estrenó a las 20:30 en EDT y PDT en NBC. Un éxito de audiencia, el episodio también tuvo críticas positivas.
El 15 de noviembre de 2010 la NBC anunció que 30 Rock se movería en la parrilla a las 10/9c empezando el 20 de enero.
La quinta temporada se centra en la relación de Liz con Carol Burnett — interpretado por Matt Damon —, Jack adentrándose en la paternidad con su novia Avery — Elizabeth Banks —, el intento de Tracy en obtener un EGOT — Emmy, Grammy, Oscar, Tony —, y el intento de Kenneth de volver a la NBC. Además se puede ver el regerso de Rachel Dratch en el programa en directo, otros invitados especiales incluyen Matt Damon, Elizabeth Banks, Paul Giamatti, Sherri Shepherd, Queen Latifah, Rob Reiner, John Amos, Jon Hamm, Julia Louis-Dreyfus, Bill Hader, Chris Parnell, Kelsey Grammer, Buck Henry, David Gregory, John Slattery, Daniel Sunjata, Will Forte, Kelly Coffield Park, Elaine Stritch, Alan Alda, Cheyenne Jackson, Robert De Niro, Dean Winters, Ken Howard, Vanessa Minnillo, Brian Williams, Richard Belzer, Ice-T, John Cho, Eion Bailey, y Adriane Lenox.

### Sexta temporada
El 15 de noviembre de 2010, la NBC anunció que 30 Rock había sido renovada para una sexta temporada, que se emitiría entre el 2011-2012.

## Recepción

### Recepción de la crítica
30 Rock ha sido bien recibida por los críticos pero ha tenido problemas para atraer a espectadores. Robert Abele de LA Weekly declaró que el programa era «Un raro símbolo apropiado e hilarante de nuestro tiempo.» La crítica de The Wall Street Journal Dorothy Rabinowitz escribió que «La precaución es relevante - los primeros episodios tienden a ser altamente pulidos. Razón de más para disfrutar de hilarantes escenas y el reparto que lo hace muy bien.» Algunas críticas menos positivas fueron escritas por Brian Lowry de Variety. Lowry dijo que «A pesar del éxito con Mean Girls, Tina Fey hace demasiadas referencias familiares en el piloto. Además, es una protagonista limitada, lo que es problemático.» También fueron recibidas críticas de Maureen Ryan de Chicago Tribune, que dijo que 30 Rock es menos que la suma de sus partes, y, como el debut en grabación de una comedia en una sola cámara, falla al mostrar la inventiva de Arrested Development o proveer la sorprendente percepción del estudio de los personajes de The Office. Metacritic dio al episodio piloto una Metascore-a basado en las impresiones de 31 críticas de una selección de 67 de 100.
Al final del año 2006, LA Weekly nombró 30 Rock como una de las mejores «Series del año.» El programa también apareció en la lista similar de final de año best of en 2006 publicado en The New Yorker Times, The A.V. Club, The Boston Globe, The Chicago Sun-Times, Entertainment Weekly, The Los Angeles Times, The Miami Herald, People Weekly, y TV Guide. La Associated Press escribió que «la serie [de la NBC] cómica de los jueves bloque formado por My Name Is Earl, The Office, Scrubs, y 30 Rock — es con mucho la mejor noche del prime time de ningún otro canal.» En 2007, apareció en la lista The Boston Globe llamada best of también como la lista best of de The Chicago Sun-Times, The Chicago Tribune, Entertainment Weekly, The Los Angeles Times, Newark Star-Ledger, The New York Times, Pittsburgh Post-Gazette, The San Francisco Chronicle, The San Jose Mercury News, TV Guide and USA Today. 30 Rock fue nombrada la mejor serie de televisión de 2007 por Entertainment Weekly.
En diciembre de 2009, Newsweek la calificó como la mejor comedia de televisión de la pasada década, y al final del 2010, Metacritic anunció que la serie se calificó en el puesto n.º 12 en sus listas de críticas de televisión de los diez primeros puestos.

### Premios y nominaciones
Coronando su éxito de la crítica en la primera temporada, 30 Rock ganó el Emmy a la mejor serie de comedia y Elaine Stricht fue premiada con un Emmy en septiembre de 2007 por su trabajo como invitada en el episodio Hiatus. Tina Fey y Alec Baldwin fueron nominados con el Emmy a la mejor actriz - Serie de comedia y Emmy al mejor actor - Serie de comedia. Los episodios Jack-Tor y Tracy Does Conan fueron ambos nominados en la categoría de Primetime Emmy al mejor guion - Serie de comedia 30 Rock recibió el Creative Arts Emmy Awards. Alec Baldwin recibió el Globo de Oro por Mejor actuación en comedia en el 2007 Baldwin también recibió el Screen Actors Guild Award al mejor actor - comedia en el 2007. El programa también recibió varias otras nominaciones de Guild Award durante la primera temporada.
En el 2008, Tina Fey y Alec Baldwin ganaron ambos el Screen Actors Guild Awards. La serie se llevó a casa el Writers Guild of America Award por mejor comedia en 2008. También recibió el premio Danny Thomas Producer of the Year Award in Episodic Series – Comedy de Producers Guild of america de 2008. 30 Rock recibió 17 nominaciones a los Emmy, por su segunda temporada, convirtiéndola en la segunda serie más nominada del año. Estas 17 nominaciones rompieron el récord de nominaciones para una serie cómica, haciendo que 30 Rock fuera la serie cómica más nominada de cualquier año de los Emmy anteriores. El anterior poseedor de este récord fue The Larry Sanders Show en 1996 con 16 nominaciones. 30 Rock también ganó el Television Critics Association Award por logro destacado en comedia
También en 2009, 30 Rock obtuvo la mayor cantidad de premios para mejor serie de comedia ese año en los Primetime Emmy. La serie ganó Emmy a la mejor serie de comedia, Alec Baldwin fue reconocido con el Emmy al mejor actor - Serie de comedia. Esto marca la octava vez en la historia de los Emmy en que una serie gana mejor serie más mejor actor y actriz. Tina Fey también ganó el premio Mejor guion - Serie de comedia para el episodio Cooter.
En la ceremonia de los Globos de oro, 30 Rock ganó el premio de Mejor serie - Comedia o musical, Alec Baldwin ganó el Globo de Oro Mejor actor de serie de TV - Comedia o musical, y Tina Fey ganó el Globo de Oro Mejor actriz de serie de TV - Comedia o musical.
30 Rock recibió un Peabody en 2008. Después de anunciar el premio, la Junta de Peabody elogió el programa por ser «no solo una comedia en la tradición de The Mary Tyler Show, completa con frescos e indelebles personajes secundarios, sino también una sátira socarrona, alegre de las empresas de medios de comunicación, especialmente la del canal que lo retransmite.
En el 2009, 30 Rock recibió otro récord de 22 nominaciones de Primetime Emmy y ganó 5 Emmys, incluyendo Mejor serie de comedia y Mejor actor - Serie de comedia a Alec Baldwin.

### Audiencia
Debajo, «posición» se refiere a cómo de bien 30 Rock puntuó en comparación con otras series de televisión que se emitieron durante el horario primetime de la correspondiente temporada. La temporada de televisión tiende a empezar en septiembre, de cualquier año, y terminar en mayo del año siguiente. «Audiencia» se refiere a la cantidad de telespectadores de todos los estrenos de los episodios originales — emitidos en el horario habitual de la serie — de 30 Rock emitidos durante la temporada de televisión. Aunque la cantidad de espectadores puede ser más alta para algunas temporadas, el ranking no tiene por qué ser necesariamente más alto. Esto es debido al número de programas que se emitió durante el primetime. El «estreno de la serie» es la fecha en que el primer episodio fue emitido. Igualmente, «final de temporada» corresponde a la fecha del último episodio de la temporada emitida.
| Temporada | Horario — ET) | Episodios | Estreno de temporada     | Final de temporada  | Temporada | Posición     | Audiencia (en millones) |
| --------- | --- | --------- | ------------------------ | ------------------- | --------- | ------------ | ----------------------- |
| 1         | Miércoles 8:00 P. m. (11 de octubre de 2006 – 1 de noviembre de 2006) Jueves 9:30 P. m. (16 de noviembre de 2006 – 8 de marzo de 2007) Jueves 9:00 P. m. (5 de abril de 2007 – 26 de abril de 2007)                                     | 21        | 11 de octubre de 2006    | 26 de abril de 2007 | 2006–2007 | #102         | 5.8                     |
| 2         | Jueves 8:30 P. m. (4 de octubre de 2007 – 6 de diciembre de 2007) Jueves 9:00 P. m. (13 de diciembre de 2007) Jueves 8:30 P. m. (10 de enero de 2008 – 17 de abril de 2008) Jueves 9:30 P. m. (24 de abril de 2008 – 8 de mayo de 2008) | 15        | 4 de octubre de 2007     | 8 de mayo de 2008   | 2007–2008 | #94          | 6.4                     |
| 3         | jueves 9:30 P. m. (30 de octubre de 2008 – 14 de mayo de 2009) | 22        | 30 de octubre de 2008    | 14 de mayo de 2009  | 2008–2009 | #69          | 7.5                     |
| 4         | Jueves 9:30 P. m. (15 de octubre de 2009 – 20 de mayo de 2010) Jueves 9:00 P. m. (14 de enero de 2010) Jueves 8:30 P. m. (22 de abril de 2010)                                                                                          | 22        | 15 de octubre de 2009    | 20 de mayo de 2010  | 2009–2010 | #86          | 5.9                     |
| 5         | Jueves 8:30 P. m. (23 de septiembre de 2010 – 9 de diciembre de 2010) Jueves 10:00 P. m. (20 de enero de 2011 - próximamente) | 22        | 23 de septiembre de 2010 | —                   | 2010–2011 | Próximamente | 5.4 (hasta la fecha)    |

* El último episodio emitido de la temporada.
El episodio piloto generó 8.13 millones de espectadores, la audiencia más alta de la serie hasta el estreno de la tercera temporada que generó 8.5 millones de espectadores. En su original franja horaria del miércoles a las 20:00 ET, la serie tuvo 6.23 millones de espectadores. 30 Rock se emitió el miércoles en sus cuatro primeros episodios. Los resultados más bajos de la temporada fueron obtenidos por Jack the Writer y Hard Ball con un total de 4.61 millones de espectadores ambos. El estreno de la segunda temporada, SeindfelVision, fue visto por 7.33 millones de espectadores, el resultado más alto desde el piloto. 30 Rock entró en pausa debido a la huelga de guionistas el 10 de enero de 2008. Episode 210, emitido en ese momento, obtuvo 5.98 millones de espectadores. El final de la segunda temporada Cooter, que se emitió el 8 de mayo de 2008, fue visto por 5.6 millones de espectadores.
El 29 de diciembre de 2006, Nielsen comunicó los resultados de haber, por primera vez, monitoreado los espectadores que usaron grabación digital de vídeo para grabarlos y verlos después. Nielsen comunicó finalmente que 30 Rock añade cerca de 7.5% a su total de audiencia cada semana como resultado de los espectadores que usan DVR para grabar el programa y verlo dentro de la semana del estreno. Un informe de marzo de 2007 de 'MAGNA Global, basado en los informes de Nielsen acerca de los televidentes entre 25-54, muestra que en el momento del informe los espectadores de 30 Rock tienen unos ingresos medios de 65 mil $, lo suficiente como para poner al programa en la posición 11 en afluencia con otros programas. Esto durante un periodo donde la temporada 30 Rock está posicionada en el número 85 entre el rango de edad de 18-49. Durante la segunda temporada, 30 Rock se posicionó en el cuarto lugar, superando a todos los programas de la franja primetime, vistos por telespectadores con más de 100 mil $. Después de su imitación de la gobernadora de Alaska Sarah Pallin en Saturday Night Live, la tercera temporada, en su estreno, fue vista por 8.5 millones de espectadores, haciéndolo el episodio más visto de la serie. El estreno ganó un 4.1 de adultos entre la edad de 18-49, un incremento del 21% respecto al estreno de la segunda temporada.

## Emisión internacional
30 Rock también se emiió en otros países:
- Alemania: ZDFneo, un nuevo canal digital de ZDF, fue lanzado el 1 de noviembre de 2009, con la versión en alemán de 30 Rock como su programa estrella. La serie de la televisión gratuita debutó esa noche con 0.0 rating, con poco más de 5 mil espectadores. TNT Serie, versión alemana de TNT, emitió la serie por cable y satélite desde febrero de 2009.[120]
- Australia: Seven Network emitió la primera temporada los lunes y miércoles a las 22.30, desde el 4 de diciembre de 2007.[121] La segunda temporada empezó a emitirse el 9 de junio de 2008, luego los lunes a las 23.30,[122] y la tercera desde el 2 de febrero de 2009 en el mismo horario. Desde diciembre de 2009, la tercera temporada fue reemitida a la temprana hora de 22.30 los lunes y martes, donde ganó popularidad, pero la cuarta fue emitida los lunes a las 23.30 una vez más, comenzando el 1 de febrero ed 2010. Sin embargo, 7mate ha emitido la serie a la temprana hora de 23.30 los lunes. La quinta temporada se emite ahora[actualizar] a las 22.30 los jueves desde el 21 de octubre de 2010.
- Bélgica: se emite en La Deux.[123]
- Brasil: Sony Entertainment Television
- Canadá: la serie se estrenó en CTV el 10 de octubre de 2006, un día antes de su estreno en EE. UU. El canal emitió los primeros cuatro episodios de la serie,[124] pero dejó de emitirlo cuando dejó de alcanzar el top 30 de Nielsen el 30 de noviembre de 2006.[125] CTV volvió a emitir la serie los sábados a las 20.30, pero la reprogramó en su canal secundario A para la segunda temporada.[126] Desde la tercera temporada, se ha emitido en Citytv.[127]
- Croacia: Nova TV emitió las dos primeras temporadas, actualmente emite la séptima temporada — siempre los domingos a media noche.
- Eslovenia: la primera temporada se emitió en POP TV — emitiéndose de lunes a jueves — desde el 12 de abril hasta el 17 de mayo de 2010. La segunda temporada empezó a emitirse — de lunes a jueves — desde el 4 hasta el 26 de enero de 2011. La 3 temporada comenzó al siguiente día, el 27 de enero — misma franja horaria.
- España: por orden de estreno, se ha visto en Paramount Comedy hasta la tercera temporada.[128] En La Sexta dentro de su bloque Series de Culto de madrugada hasta la tercera temporada.[129] En Neox solo las dos primeras temporadas los sábados por la noche.[130] Por último en Nova de madrugada a diario las dos primeras temporadas.[cita requerida] Las restantes temporadas se emiten desde el 12 de agosto de 2024 en SkyShowtime 1.[131]
- Francia: desde el 21 de abril de 2008 se emite en Canal+, y desde septiembre de 2010 en Direct Star.[132]
- Grecia: 30 Rock se emite en Universal Channel Greece. La primera temporada de la serie terminó de emitirse en Alter Channel en julio de 2010.
- Hispanoamérica: todas las temporadas fueron transmitidas en Sony Entertainment Television.
- Hong Kong: ATV World ha emitido las 3 primeras temporadas desde julio del a octubre de 2010 — lunes-martes, jueves-viernes 20.30.
- India: Star World ha emitido las primeras cuatro temporadas, desde el 12 de abril de 2007 hasta 2010.[133] FX empezó a emitir la serie de nuevo el 1 de octubre de 2010.
- Irlanda: la temporada 1, 2, y 4 se vieron en 3e y la tercera temporada empezó su emisión en Comedy Central desde el lunes 5 de octubre de 2009, la cuarta temporada desde el 19 de abril. La quinta comenzó a emitirse desde el 10 de febrero de 2011.[134]
- México: Canal 5 Televisa y Televisa Regional.
- Perú: Sony Entertainment Television y América Televisión.
- Polonia: se emite en el canal TVN7 y Canal+.
- Portugal: las primeras temporadas se han emitido en Fox Next.[135] Antes del cierre del canal, en junio de 2011, la serie comenzò a emitirse en FX, donde se estrenaron las temporadas restantes.[136]
- Puerto Rico: Telemundo.
- Quebec: se emite desde el 4 de enero de 2009 en Vtele los sábados a las 16.00 — UTC−08:00.[137]
- Reino Unido: la primera temporada se estrenó el 11 de octubre de 2007 en Five. El estreno fue visto por 700 mil espectadores, lo que fue el 6% de cuota de audiencia.[138] 30 Rock se emitió originalmente a las 22:45,[139] pero se reprogramó para las 23:05.[140] La segunda temporada fue emitida el 20 de febrero de 2009 a las 21.00 en Five USA.[141] La tercera temporada comenzó a emitirse en Comedy Central desde el lunes 5 de octubre de 2009, y la temporada cuatro desde el 19 de abril de 2010. La quinta temporada empezó su emisión desde el 10 de febrero de 2011.[134]
- Sudáfrica: cuatro temporadas han sido emitidas en M-Net. Desde la cuarta hasta la sexta temporada se estrenò en M-Net Series. La séptima se ha estrenado en M-Net Series Showcase.[142]
- Suiza: se emite en TSR1.
- Venezuela: Venevisión.

## Parecido con otros productos
La serie debutó en la temporada de televisión 2006-2007, 30 Rock y Studio 60 on the Sunset Strip, tratan el tema de lo que pasa detrás de las cámaras de una serie de televisión cómica sobre sketchs. El parecido entre las dos series ha llevado a pensar que se cancelaría una de ellas en beneficio de la otra. Baldwin dijo «estaría sorprendido si la NBC tomara los dos programas. Y el nuestro tiene la parte más difícil, como una comedia, ya que si no es divertida, ya lo tienes». Kevin Reilly, en ese momento presidente de NBC Entertainment, apoyaba a Fey, describiendo la situación como un problema de «clase alta»:

No puedo imaginar que la audiencia viera los dos programas, eligieran uno y cancelaran el otro. De alguna manera, ¿Por qué es diferente de cuando ha habido tres o cuatro series emitiéndose, o Scrubs y ER, que son totalmente diferentes? Scrubs se convirtió en el mejor de los dos,

Evidencia del problema entre las series, así como el conflicto entre ellas, se empezó a ver cuando Aron Sorkin, el creador de Studio 60 on the Sunset Strip, pidió a Lorne Michales que le permitiera ver Saturday Night Live durante una semana, cosa que Michaels no permitió. A pesar de esto, Sorkin envió flores a Fey después del anuncio de la NBC de que tomaría los dos programas, y le deseó suerte con 30 Rock. Fey dijo que «mala suerte para mí que en mi primer intento de primetime vaya contra el más potente escritor de televisión. Bromeaba diciendo que sería el mejor piloto emitido jamás en Trio. Y entonces Trio se canceló.» Fey se curó en salud ganando a Sorkin cuando Studio 60 fue cancelado en la primera temporada y 30 Rock fue renovada para una segunda. Aunque 30 Rock en su primera temporada obtuvo menos audiencia que 60 Studio, esta fue más cara de producir.
Una promoción de 30 Rock antes de su estreno mostraba a Alec Baldwin, confundido, pensando que conocería a Sorkin, y cuando le preguntaron a ella en Ask Tina sobre qué pensaba de las críticas que recibió 30 Rock, Fey bromeando respondió que a la gente no le gusta porque probablemente se confunden con Studio 60. Sin embargo, ninguno de los productores de la serie han dado a Studio 60 ningún tipo de crítica, positiva o negativa. El 1 de noviembre de 2006, en una entrevista, Fey dijo que había visto los dos primeros episodios de Studio 60. Cuando le preguntaron cuáles habían sido sus impresiones bromeó respondiendo, «No puedo opinar sobre Bradley Whitford y Matthew Perry.»
Al menos cuatro episodios de 30 Rock han parodiado Studio 60:
- «Jack the Writer» contiene una autorreferencia en una escena en la que caminan y hablan al mismo tiempo, escena que se usó muchas veces en Studio 60 y en series anteriores Aaron Sorkin.[150]

- «Jack-Tor»: Liz intenta citar estadísticas de educación global, solo para confundirse y darse cuenta de que no sabe de lo que está hablando.[151]

- «Jackennis»: Liz dice que el programa será «peor que esa vez que hicimos esa parodia de Gilbert y Sullivan». El segundo episodio de Studio 60, «The Cold Open», incluyó una parodia de «Major-General's Song» en el programa dentro del programa.

- «The Fabian Strategy»: al final de la secuencia Kenneth contempla los créditos de TGS, que incluyen Ricky Tahoe y Ron Oswald como guionistas, los dos exjefes guionistas de Studio 60.

Algunas críticas han comparado a 30 Rock con The Mary Tyler Moore Show, destacando el paralelismo entre la relación de Liz y Jack y la de Mary Richards y Lou Grant. También ha sido comprado con That Girl. Como las series citadas anteriormente, 30 Rock es una comedia de situación de una mujer morena y soltera viviendo en una gran ciudad donde trabaja en la industria de la televisión. That Girl fue parodiada en el segmento inicial del piloto de 30 Rock.

## Internet y DVD

### Descarga de episodios ystreaming online
Semanalmente se puede descargar por una cantidad de dinero un episodio de 30 Rock, solo residentes en EE. UU., vía el servicio de NBC Direct, Amazon Unbox y el iTunes Store de Apple. Además de las descargas pagadas, las primeras cuatro temporadas pueden verse en streaming en Netflix, pero requiere una suscripción. Tanto NBC.com y Hulu.com emite episodios gratuitos, pero solo los cinco más populares.

### Lanzamiento en DVD
| Temporada | Región 1                 | Región 2                 | Región 4                | Discos | Extras |
| --------- | ------------------------ | ------------------------ | ----------------------- | ------ | --- |
| 1         | 4 de septiembre de 2007  | 17 de marzo de 2008      | 30 de abril de 2008     | 3      | Audiocomentarios, tomas falsas y escenas eliminadas. |
| 2         | 7 de octubre de 2008     | 25 de mayo de 2009       | 8 de enero de 2009      | 2      | Audiocomentarios, tomas falsas y escenas eliminadas, la lectura del guion con los actores de Cooter, 30 Rock en directo en UCB Theatre, un detrás de las escenas de un episodio de Saturday Night Live presentado por Tina Fey, y The Academy of Television Arts & Sciences Presents: An Evening With 30 Rock'. |
| 3         | 22 de septiembre de 2009 | 5 de abril de 2010       | 11 de noviembre de 2009 | 3      | Audiocomentarios, tomas falsas y escenas eliminadas, la lectura del guion con los actores de Kidney Now!, detrás de las cámaras con los Muppets, 1-900-OKFACE, The Making of He Needs a Kidney, Galería de fotos.                                                                                               |
| 4         | 21 de septiembre de 2010 | 14 de septiembre de 2011 | 3 de noviembre de 2010  | 3      | Audiocomentarios, escenas eliminadas, detrás de las cámaras, episodios extendidos, episodio Ace of Cakes, Tennis Night in America vídeo musical, galería de fotos. |